# Herbert Diess
Herbert Diess, né le 24 octobre 1958 à Munich, est un ingénieur et chef d'entreprise autrichien. Il est président du directoire de Volkswagen du 12 avril 2018 au 1er septembre 2022.

## Biographie

### Jeunesse et études
Herbert Diess a étudié l'ingénierie mécanique à Munich de 1977 à 1983. 

### Carrière
Il a travaillé chez Bosch, premier équipementier automobile mondial, avant de rejoindre BMW en 1996. Chez BMW, en 19 ans de carrière, Herbert Diess y a dirigé deux usines, la division moto, travaillé dans la production, aux achats comme dans le développement, avant de rentrer au directoire en 2007.
Lorsqu'il arrive au sein du Groupe Volkswagen, Martin Winterkorn lui confie la tâche de réduire les coûts de la marque de cinq milliards d'euros en deux ans.
Le 12 avril 2018, Volkswagen promeut Herbert Diess au poste de président du directoire dans le cadre d’un remaniement de sa direction assorti d’une réorganisation de ses activités passant par le regroupement de ses nombreuses marques automobiles au sein de trois pôles,.
Il entre en conflit avec les syndicats de salariés fin 2021 après avoir suggéré que 30 000 emplois pourraient être menacés si les performances économiques de Volkswagen ne s’amélioraient pas.
À partir du 1er septembre 2022, il est remplacé à la présidence du directoire de Volkswagen AG par Oliver Blume,,.
En janvier 2024, Diess a rejoint The Mobility House, une entreprise d'électromobilité, en tant que président exécutif du conseil d'administration.

### Controverse
En mars 2019, lors d'une réunion avec des centaines de cadres pour évoquer les résultats annuels de Volkswagen, Diess fait allusion aux earnings before interest and taxes, abrégés EBIT et il prononce à plusieurs reprises « EBIT macht frei », allusion au slogan « Arbeit macht frei » (« le travail rend libre ») que les nazis ont affiché sur le portail de plusieurs camps d'extermination. Le dirigeant présente ensuite ses excuses mais ne démissionne pas et n'est pas inquiété par la justice allemande.
Il pourrait être jugé pour avoir « sciemment informé trop tard les marchés financiers des conséquences financières du scandale se comptant en milliards, et avoir ainsi influencé le cours boursier », en septembre 2015, lors du scandale de moteurs diesel truqués afin d’afficher des niveaux d’émission polluante inférieurs à la réalité. Il échappe finalement à un procès grâce au versement par l'entreprise de 9 millions d'euros à la justice allemande.